# Пологи (Гайсинський район)
Поло́ги — село в Україні, у Теплицькій селищній громаді Гайсинського району Вінницької області.
Населення становить 565 осіб. До 2018 орган місцевого самоврядування — Пологівська сільська рада.

## Історія
З 7 березня 1923 у складі Красносільського району.
19 листопада 1924 після розформування Красносільського району перейшло до Теплицького району.
12 червня 2020 року, відповідно розпорядження Кабінету Міністрів України № 707-р «Про визначення адміністративних центрів та затвердження територій територіальних громад Вінницької області», село увійшло до складу Теплицької селищної громади.
19 липня 2020 року, в результаті адміністративно-територіальної реформи і ліквідації Теплицького району, село увійшло до складу Гайсинського району.

## Населення

### Мова
Розподіл населення за рідною мовою за даними :
| Мова            | Кількість | Відсоток |
| --------------- | --------- | -------- |
| українська      | 559       | 98.94%   |
| російська       | 3         | 0.53%    |
| білоруська      | 1         | 0.18%    |
| інші/не вказали | 2         | 0.35%    |
| Усього          | 565       | 100%     |

## Відомі люди
В селі народилися:
- Щербатюк Анатолій Самійлович (1955) — український політичний діяч націоналістичного напрямку, публіцист, письменник.
- Яцимирський Костянтин Борисович (1916 — 2005) — хімік-неорганік, дійсний член АН УРСР.